# Fleurac (Charente)
Pour les articles homonymes, voir Fleurac et Château de Fleurac (Nersac).
Fleurac est une commune du Sud-Ouest de la France, située dans le département de la Charente (région Nouvelle-Aquitaine).

## Géographie

### Localisation et accès
Située à 20 km à l'ouest d'Angoulême et 8 km au nord-est de Jarnac, Fleurac est la moins étendue du canton de Jarnac.
Fleurac est aussi à 7 km de Rouillac, 9 km d'Hiersac et 19 km de Cognac.
La N 141, route Centre-Europe Atlantique, entre Angoulême, Cognac et Saintes, passe à 3 km au sud du bourg. À l'écart des routes importantes, le bourg est desservi par la D 157 et la D 384, nord, sud et sud-ouest, et une route communale vers l'est menant à Échallat.
La gare la plus proche est celle de Jarnac, desservie par des TER à destination d'Angoulême, Cognac, Saintes et Royan.

### Hameaux et lieux-dits
Petite en surface, la commune renferme peu de hameaux. On peut toutefois citer : les Michauds, dans le sud de la commune, les Martins, à la limite de la commune de Vaux-Rouillac, les Bouffanauds et les Naulais, à l'est.

### Communes limitrophes
|            | Vaux-Rouillac |          |
| Foussignac | Fleurac       | Échallat |
|            | Mérignac      |          |

### Géologie et relief
La commune occupe un plateau calcaire qui s'abaisse doucement vers le sud, et qui appartient au Portlandien (Jurassique supérieur),,.
La commune est traversée du nord au sud par la vallée de la Guirlande, dans laquelle le bourg est construit.
Le point culminant est à une altitude de 93 m, situé au coin nord-ouest de la commune. Le point le plus bas est à 49 m, situé sur la Guirlande en limite sud. Le bourg est à environ 70 m d'altitude.

### Hydrographie

#### Réseau hydrographique

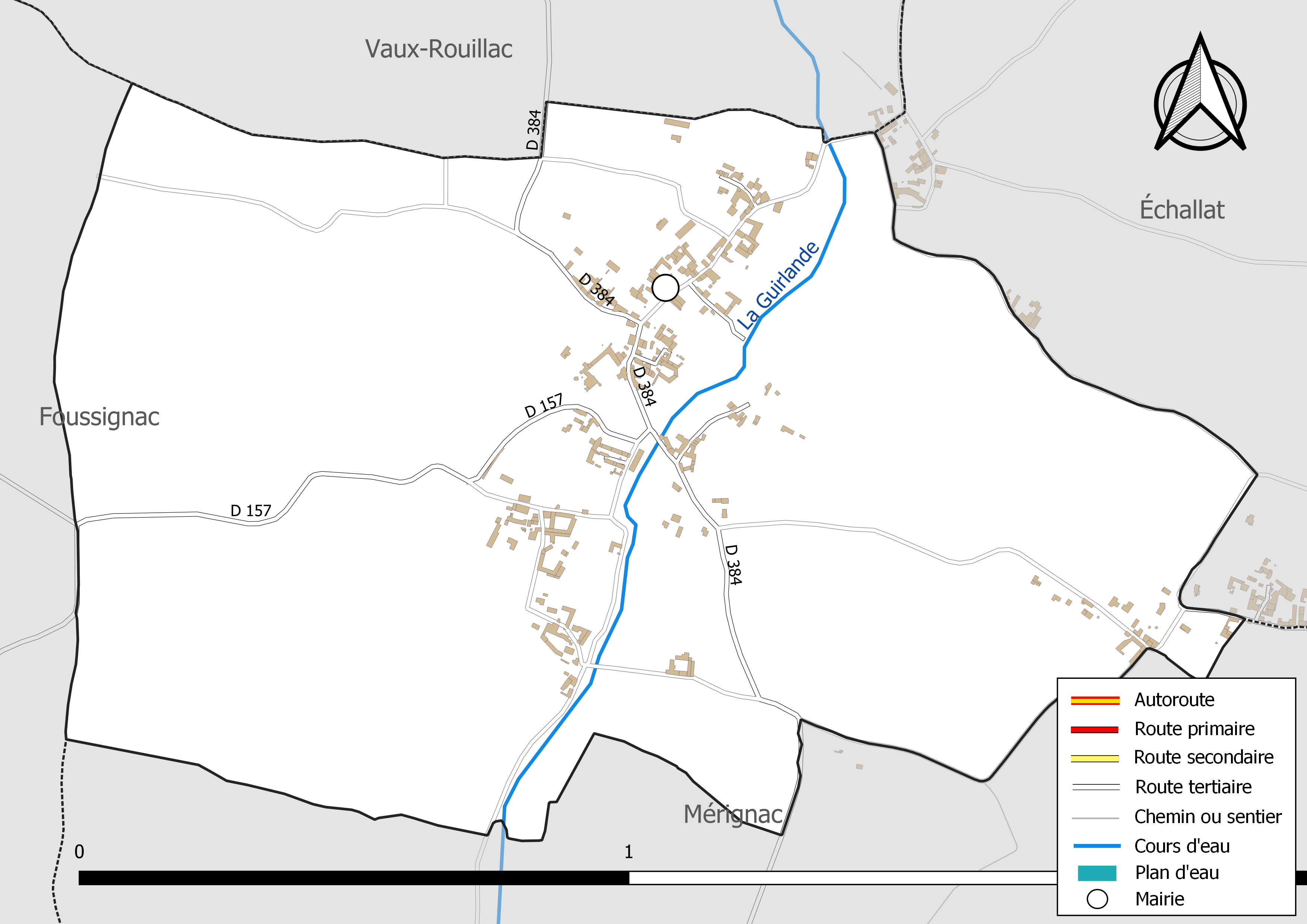
Réseaux hydrographique et routier de Fleurac.

La commune est située dans le bassin versant de la Charente au sein  du Bassin Adour-Garonne. Elle est drainée par la Guirlande, de,.
Le ruisseau la Guirlande, affluent de la Charente, venu de la commune voisine de Vaux-Rouillac, traverse toute la commune du sud au nord. Le bourg de Fleurac domine sa rive droite.

#### Gestion des eaux
Le territoire communal est couvert par le schéma d'aménagement et de gestion des eaux (SAGE) « Charente ». Ce document de planification, dont le territoire correspond au bassin de la Charente, d'une superficie de 9 300 km2, a été approuvé le 19 novembre 2019. La structure porteuse de l'élaboration et de la mise en œuvre est l'établissement public territorial de bassin Charente. Il définit sur son territoire les objectifs généraux d’utilisation, de mise en valeur et de protection quantitative et qualitative des ressources en eau superficielle et souterraine, en respect des objectifs de qualité définis dans le troisième SDAGE  du Bassin Adour-Garonne qui couvre la période 2022-2027, approuvé le 10 mars 2022.

### Climat
Comme dans les trois quarts sud et ouest du département, le climat est océanique aquitain.

## Urbanisme

### Typologie
Au 1er janvier 2024, Fleurac est catégorisée commune rurale à habitat dispersé, selon la nouvelle grille communale de densité à 7 niveaux définie par l'Insee en 2022.
Elle est située hors unité urbaine et hors attraction des villes,.

### Occupation des sols
L'occupation des sols de la commune, telle qu'elle ressort de la base de données européenne d’occupation biophysique des sols Corine Land Cover (CLC), est marquée par l'importance des territoires agricoles (89,2 % en 2018), une proportion identique à celle de 1990 (89,2 %). La répartition détaillée en 2018 est la suivante : 
cultures permanentes (60,3 %), zones agricoles hétérogènes (13,8 %), zones urbanisées (10,8 %), prairies (9,3 %), terres arables (5,7 %). L'évolution de l’occupation des sols de la commune et de ses infrastructures peut être observée sur les différentes représentations cartographiques du territoire : la carte de Cassini (XVIIIe siècle), la carte d'état-major (1820-1866) et les cartes ou photos aériennes de l'IGN pour la période actuelle (1950 à aujourd'hui).

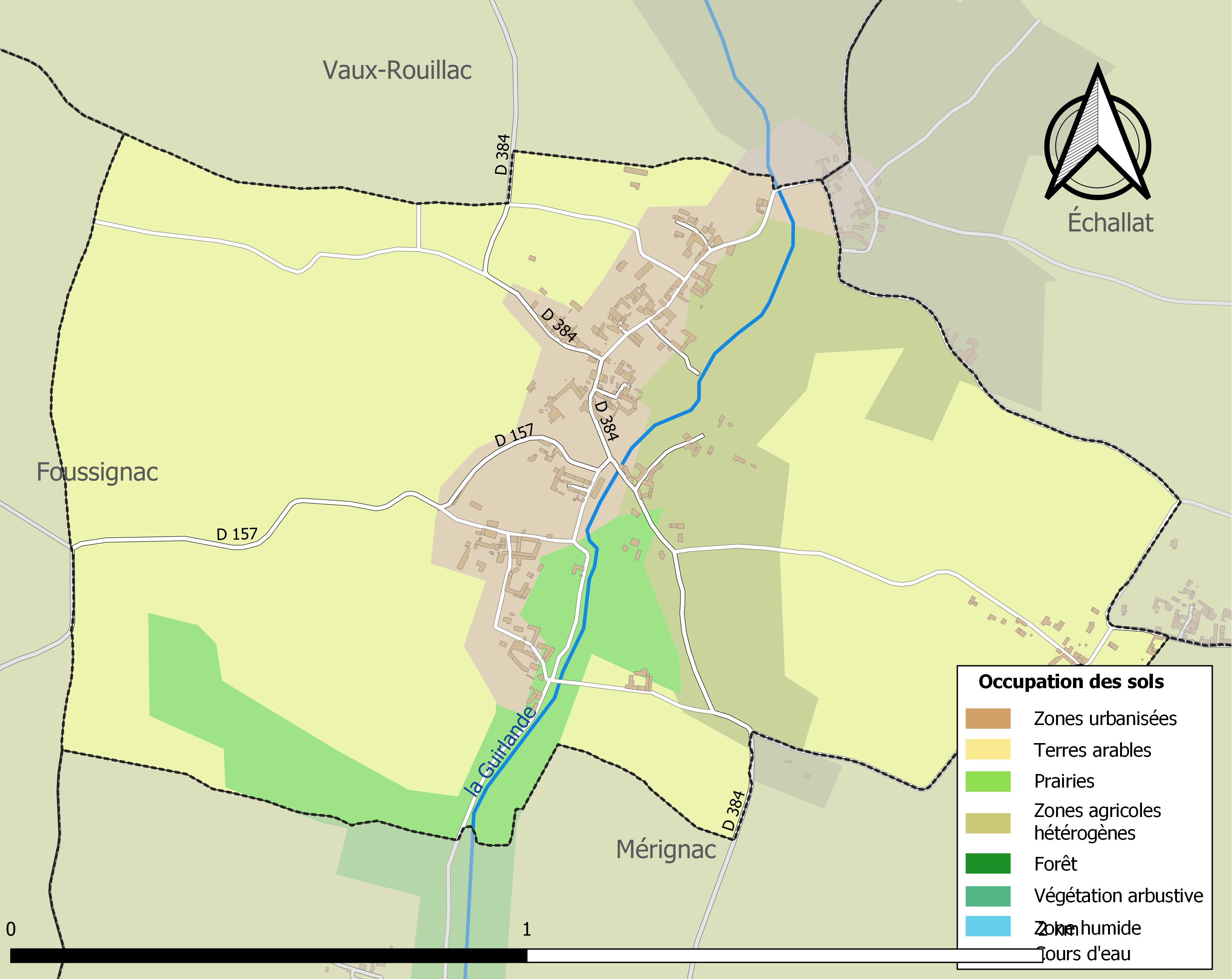
Carte des infrastructures et de l'occupation des sols de la commune en 2018 (CLC).

### Risques majeurs
Le territoire de la commune de Fleurac est vulnérable à différents aléas naturels : météorologiques (tempête, orage, neige, grand froid, canicule ou sécheresse) et séisme (sismicité modérée). Un site publié par le BRGM permet d'évaluer simplement et rapidement les risques d'un bien localisé soit par son adresse soit par le numéro de sa parcelle.

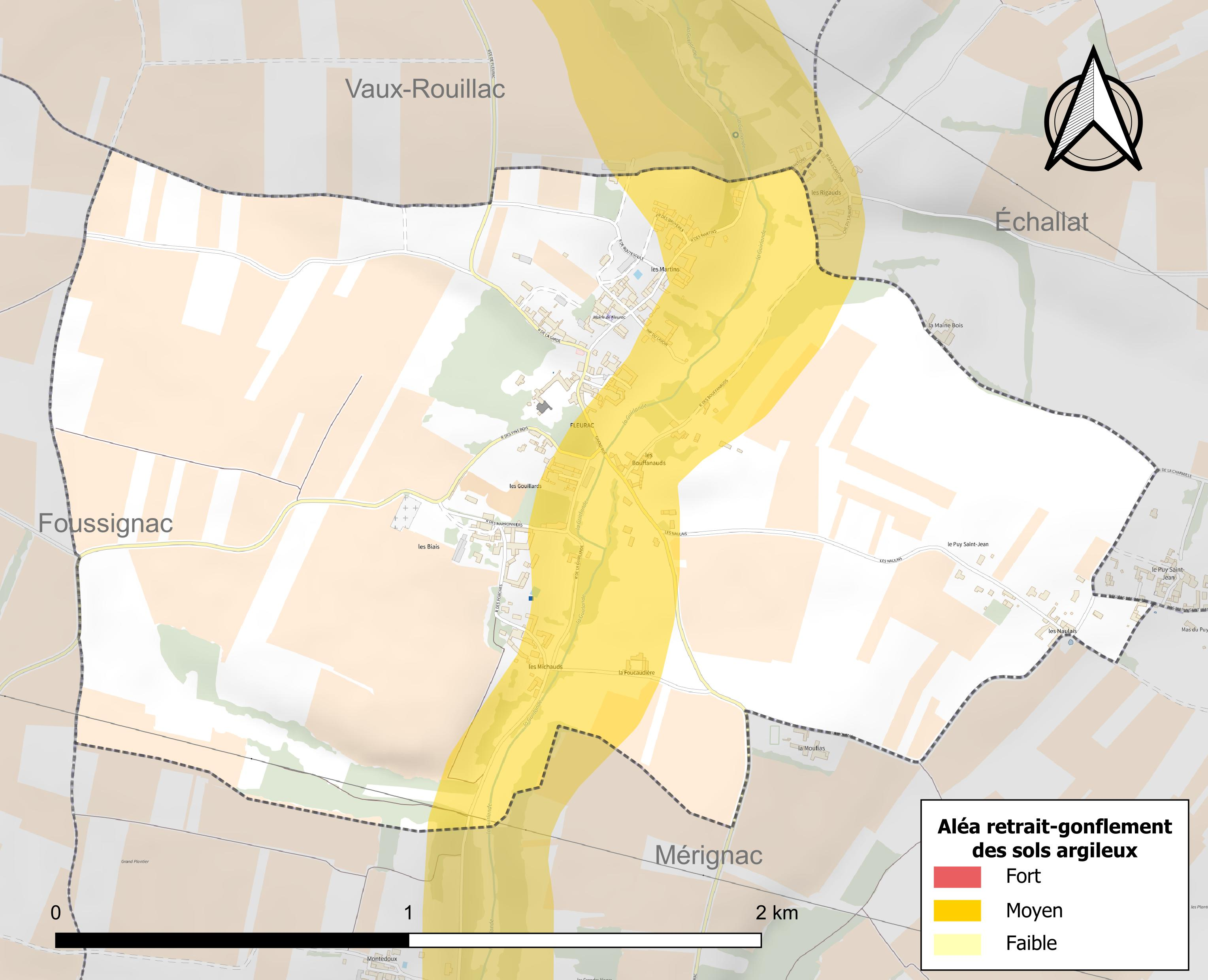
Carte des zones d'aléa retrait-gonflement des sols argileux de Fleurac.

Le retrait-gonflement des sols argileux est susceptible d'engendrer des dommages importants aux bâtiments en cas d’alternance de périodes de sécheresse et de pluie. 18,2 % de la superficie communale est en aléa moyen ou fort (67,4 % au niveau départemental et 48,5 % au niveau national). Sur les 96 bâtiments dénombrés sur la commune en 2019,  47 sont en aléa moyen ou fort, soit 49 %, à comparer aux 81 % au niveau départemental et 54 % au niveau national. Une cartographie de l'exposition du territoire national au retrait gonflement des sols argileux est disponible sur le site du BRGM,.
Par ailleurs, afin de mieux appréhender le risque d’affaissement de terrain, l'inventaire national des cavités souterraines permet de localiser celles situées sur la commune.
La commune a été reconnue en état de catastrophe naturelle au titre des dommages causés par les inondations et coulées de boue survenues en 1982, 1987 et 1999. Concernant les mouvements de terrains, la commune a été reconnue en état de catastrophe naturelle au titre des dommages causés par des mouvements de terrain en 1999.

## Toponymie
Le nom est attesté sous la forme Floyraco au XIVe siècle,.
Cette forme ancienne est de type occitan (latinisée) et semblable à celles des noms de lieux méridionaux de type Floirac. Le toponyme a sans doute été francisé d'après Fleur-.
L'origine du nom de Fleurac remonterait à un nom de personne gallo-romain Florus ou Florius auquel est apposé le suffixe -acum, ce qui correspondrait à « domaine de Florius ». Des deux, c'est plutôt Florius qui explique les formes anciennes de type Floyr-, car sinon on ne saurait expliquer la présence d'un yod antéposé (qui a migré dans la syllabe précédente).

## Histoire
Le château de Fleurac était le siège d'une seigneurie qui relevait de la terre de Jarnac. Le premier seigneur connu est un de La Porte, qui vivait au XIVe siècle et qui épousa une demoiselle Perrette de l'Isle. Il est probable que cette demoiselle appartenait à la famille qui possédait Fleurac avant les de La Porte.
De cette dernière famille, nous connaissons Ithier de la Porte, que nous voyons figurer, en 1467, dans le ban de la sénéchaussée d'Angoumois et Isaïe de la Porte, qui vivait dans la première moitié du XVIIe siècle.
La terre de Fleurac passa ensuite dans la famille de Couvidou. Fleurac dépendant alors de la paroisse de Vaux-Rouillac, et afin de n'avoir pas à se déplacer pour se rendre aux offices, Jean de Couvidou fit ériger au château de Fleurac une chapelle, qui fut bénie le 27 décembre 1657, ainsi que le constate un procès-verbal, conservé dans les archives de la paroisse de Houlette. Cette chapelle occupait l'emplacement sur lequel a été bâtie celle qui existe actuellement.
Jean de Couvidou avait épousé Madeleine de Céris, dont il eut trois enfants : Françoise, qui épousa Jacques de Couhé, écuyer, sieur de la Mothe-Chambernaud, paroisse de Suris, Alexandre de Couvidou, qui lui succéda dans la seigneurie de Fleurac et Catherine de Couvidou.

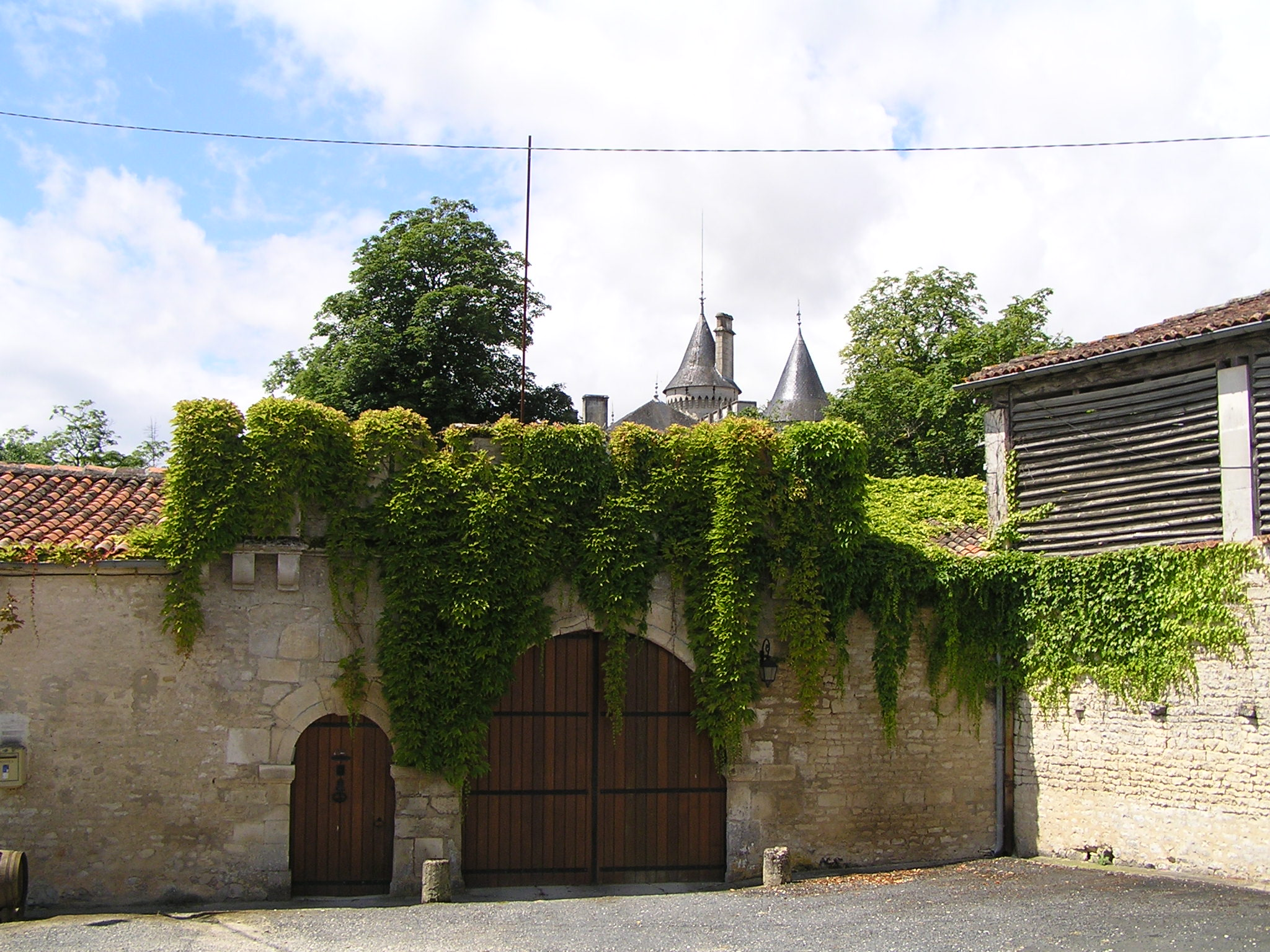
L'entrée du château.

Alexandre de Couvidou laissa la seigneurie de Fleurac à son fils Louis-Alexandre de Couvidou, qui épousa, le 27 mars 1725, Marie Texier, fille de feu M. Texier, conseiller du roi, lieutenant-général des traites foraines à Civray.
Au XVIIIe siècle, les Couvidou vendirent la terre de Fleurac à messire Abraham Bonniot ; puis ils allèrent habiter Saint-Palais-sur-Mer, près de Royan. Lors de la Révolution, ils passèrent en jugement à Saintes.
Le nouvel acquéreur de la terre de Fleurac était un riche négociant, fournisseur de la marine à Rochefort, qui acheta également les fiefs nobles de Triac et de Salignac et qui, afin de s'anoblir, acquit également, moyennant la somme de 55 000 livres, la charge de Secrétaire du roi, maison et couronne de France près le parlement de Bordeaux. Cette charge anoblissait le titulaire et ses descendants.
La paroisse de Fleurac dépendait autrefois de celle de Vaux-Rouillac, aussi n'y avait-il pas d'église avant la fin du XIXe siècle; cette église a été construite grâce à une souscription, et elle était desservie par le curé de Mérignac.

## Politique et administration
| Période                                  | Période  | Identité                | Étiquette | Qualité     |
| ---------------------------------------- | -------- | ----------------------- | --------- | ----------- |
| Les données manquantes sont à compléter. |          |                         |           |             |
| avant 1981                               | ?        | Marcel Matard           |           |             |
| 1989                                     | 2008     | Michel Reboul           |           |             |
| 2008                                     | 2020     | Nicole Deschamphamlaère | SE        | Enseignante |
| 2020                                     | En cours | Michel Ecalle           |           |             |

### Fiscalité
La fiscalité en 2007 est d'un taux de 18,65 % sur le bâti, 38,33 % sur le non bâti, et 6,98 % pour la taxe d'habitation.
La communauté de communes de Jarnac prélève la taxe professionnelle au taux 10,26 %.

## Démographie

### Évolution démographique
L'évolution du nombre d'habitants est connue à travers les recensements de la population effectués dans la commune depuis 1793. Pour les communes de moins de 10 000 habitants, une enquête de recensement portant sur toute la population est réalisée tous les cinq ans, les populations de référence des années intermédiaires étant quant à elles estimées par interpolation ou extrapolation. Pour la commune, le premier recensement exhaustif entrant dans le cadre du nouveau dispositif a été réalisé en 2008.

En 2022, la commune comptait 220 habitants, en évolution de −10,2 % par rapport à 2016 (Charente : −0,48 %, France hors Mayotte : +2,11 %).
| 1793 | 1800 | 1806 | 1821 | 1831 | 1841 | 1846 | 1851 | 1856 |
| ---- | ---- | ---- | ---- | ---- | ---- | ---- | ---- | ---- |
| 349  | 400  | 422  | 379  | 392  | 347  | 355  | 383  | 420  |

| 1861 | 1866 | 1872 | 1876 | 1881 | 1886 | 1891 | 1896 | 1901 |
| ---- | ---- | ---- | ---- | ---- | ---- | ---- | ---- | ---- |
| 405  | 351  | 353  | 320  | 318  | 278  | 253  | 251  | 245  |

| 1906 | 1911 | 1921 | 1926 | 1931 | 1936 | 1946 | 1954 | 1962 |
| ---- | ---- | ---- | ---- | ---- | ---- | ---- | ---- | ---- |
| 242  | 245  | 225  | 203  | 204  | 191  | 192  | 208  | 244  |

| 1968 | 1975 | 1982 | 1990 | 1999 | 2006 | 2008 | 2013 | 2018 |
| ---- | ---- | ---- | ---- | ---- | ---- | ---- | ---- | ---- |
| 251  | 257  | 238  | 244  | 232  | 230  | 228  | 249  | 238  |

| 2022 | - | - | - | - | - | - | - | - |
| ---- | - | - | - | - | - | - | - | - |
| 220  | - | - | - | - | - | - | - | - |

### Pyramide des âges
La population de la commune est relativement jeune.
En 2018, le taux de personnes d'un âge inférieur à 30 ans s'élève à 39 %, soit au-dessus de la moyenne départementale (30,2 %). À l'inverse, le taux de personnes d'âge supérieur à 60 ans est de 26,9 % la même année, alors qu'il est de 32,3 % au niveau départemental.
En 2018, la commune comptait 124 hommes pour 114 femmes, soit un taux de 52,1 % d'hommes, largement supérieur au taux départemental (48,41 %).
Les pyramides des âges de la commune et du département s'établissent comme suit.
| Hommes | Classe d’âge | Femmes |
| ------ | ------------ | ------ |
| 1,6    | 90 ou +      | 1,8    |
| 8,9    | 75-89 ans    | 8,8    |
| 16,1   | 60-74 ans    | 16,7   |
| 18,5   | 45-59 ans    | 12,3   |
| 17,7   | 30-44 ans    | 19,3   |
| 13,7   | 15-29 ans    | 17,5   |
| 23,4   | 0-14 ans     | 23,7   |

| Hommes | Classe d’âge | Femmes |
| ------ | ------------ | ------ |
| 1      | 90 ou +      | 2,7    |
| 9,2    | 75-89 ans    | 12     |
| 20,6   | 60-74 ans    | 21,3   |
| 20,7   | 45-59 ans    | 20,3   |
| 16,8   | 30-44 ans    | 16     |
| 15,6   | 15-29 ans    | 13,4   |
| 16,1   | 0-14 ans     | 14,3   |

## Économie

### Agriculture
La viticulture occupe une partie importante de l'activité agricole. La commune est classée dans les Fins Bois, dans la zone d'appellation d'origine contrôlée du cognac.

## Équipements, services et vie locale

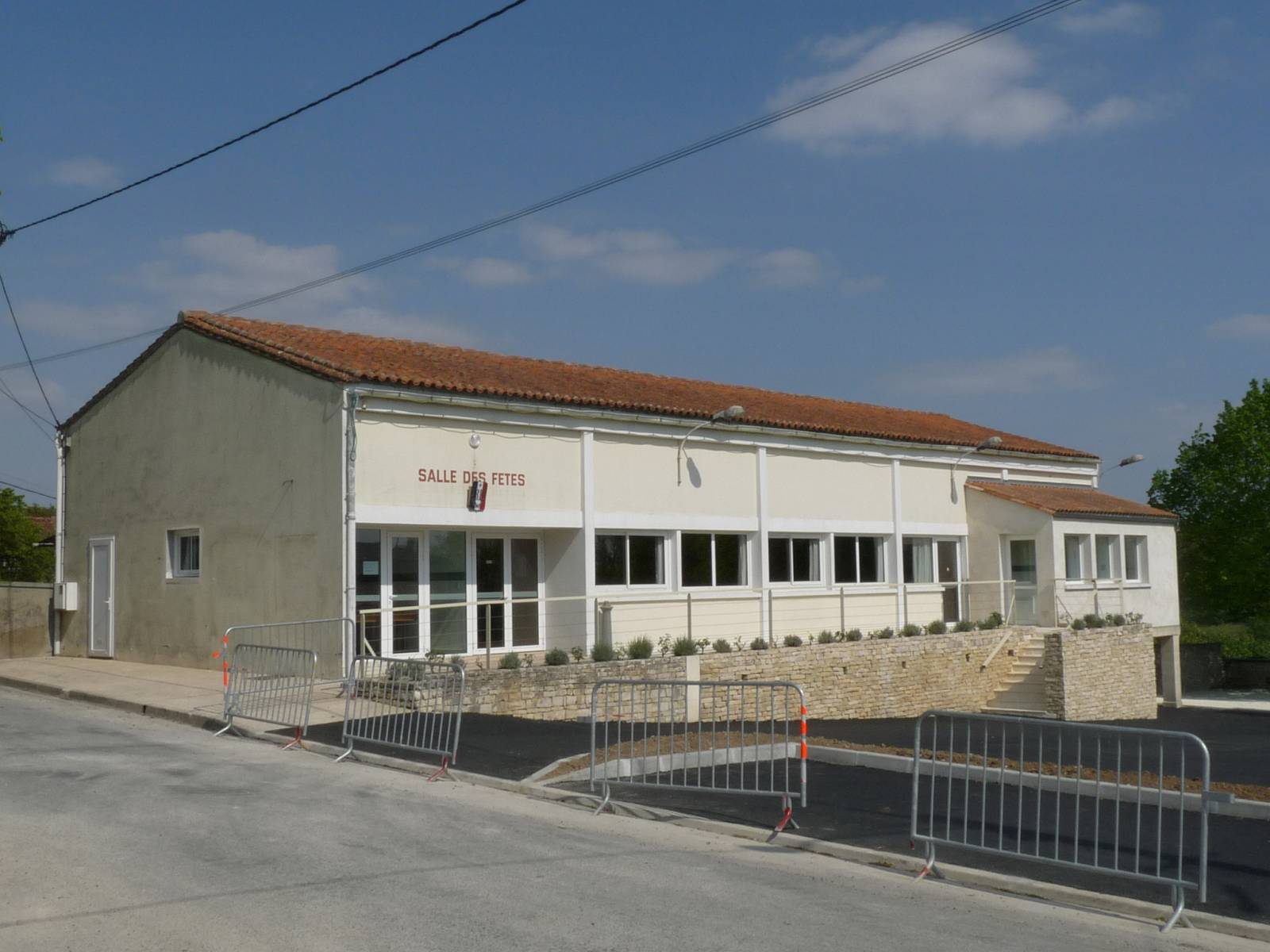
La salle des fêtes.

## Culture locale et patrimoine

### Lieux et monuments

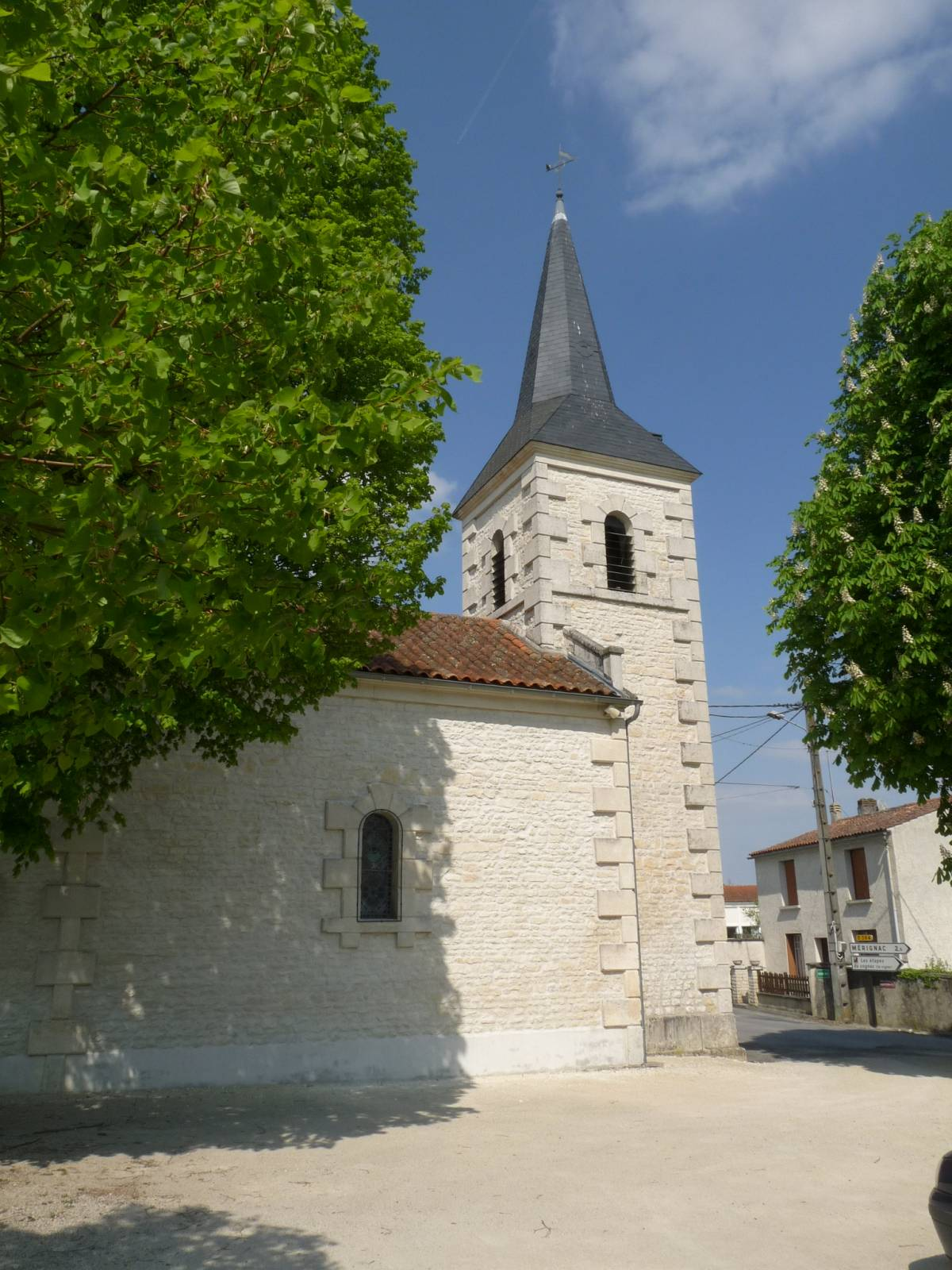
L'église.

- L'église paroissiale Sainte-Élisabeth a été construite sur l'emplacement de l'ancienne chapelle du château, et bénie en 1879. Elle est d'une grande simplicité ; c'est un petit monument moderne édifié avec le produit d'une souscription recueillie dans la contrée[31],[32].
- Le château de Fleurac, datant initialement du XIVe siècle, a été restauré à grands frais dans le dernier quart du XIXe siècle. Il est entouré d'un parc magnifique. C'est aujourd'hui une demeure privée[33].